# 宮城健一
宮城 健一（みやぎ けんいち、1933年〈昭和8年〉6月3日 - 2021年〈令和3年〉9月3日）は、日本の政治家。元沖縄県浦添市長（1期）。位階は従五位。

## 来歴
浦添市生まれ。1951年（昭和26年）、沖縄県立首里高等学校卒業。卒業後は米軍基地で勤務した。1952年（昭和27年）、コザ教員訓練校卒。卒業後は沖縄県内で中学校教諭となる。本土復帰後の1975年（昭和50年）に沖縄教職員組合政治部長となった。1976年（昭和51年）、沖縄県議会議員選挙に浦添市選挙区から社会党公認で初当選を果たした。1980年（昭和55年）の県議選にも立候補したが、落選した。1984年（昭和59年）の県議選で当選し、返り咲きを果たした。1988年（昭和63年）の県議選で再び落選した。1992年（平成4年）の県議選で返り咲き、3選を果たした。

### 1997年浦添市長選挙
1997年（平成9年）浦添市長選挙に無所属で社民党、共産党推薦、沖縄社会大衆党、公明沖縄支持で立候補し、那覇軍港移設反対を訴えて初当選を果たした。
※当日有権者数：-人 最終投票率：64.97%（前回比：-pts）
| 候補者名 | 年齢 | 所属党派 | 新旧別 | 得票数   | 得票率 | 推薦・支持                        |
| -------- | ---- | -------- | ------ | -------- | ------ | --------------------------------- |
| 宮城健一 | 63   | 無所属   | 新     | 15,335票 | 34.93% | 社民・共産推薦 社大・公明沖縄支持 |
| 儀間光男 | 53   | -        | 新     | 15,099票 | 34.39% | -                                 |
| 比嘉実   | 53   | -        | 新     | 13,471票 | 30.68% | -                                 |

### 2001年浦添市長選挙
2001年（平成13年）の市長選挙に立候補し、再選を目指したが、那覇軍港移設に積極的で自民党、公明党、保守党の推薦を受けた儀間光男に敗れた。
※当日有権者数：-人 最終投票率：74.27%（前回比： 9.30pts）
| 候補者名 | 年齢 | 所属党派 | 新旧別 | 得票数   | 得票率 | 推薦・支持           |
| -------- | ---- | -------- | ------ | -------- | ------ | -------------------- |
| 儀間光男 | 57   | 無所属   | 新     | 19,739票 | 36.52% | 自民・公明・保守推薦 |
| 比嘉実   | 57   | 無所属   | 新     | 18,553票 | 34.32% | -                    |
| 宮城健一 | 67   | 無所属   | 前     | 15,762票 | 29.16% | 共産・社民・社大推薦 |

2021年（令和3年）9月3日、浦添市内の病院で死去した。死没日付をもって従五位に叙された。

## 栄典
- 2003年（平成15年） - 旭日小綬章[4]